# 大窑遗址

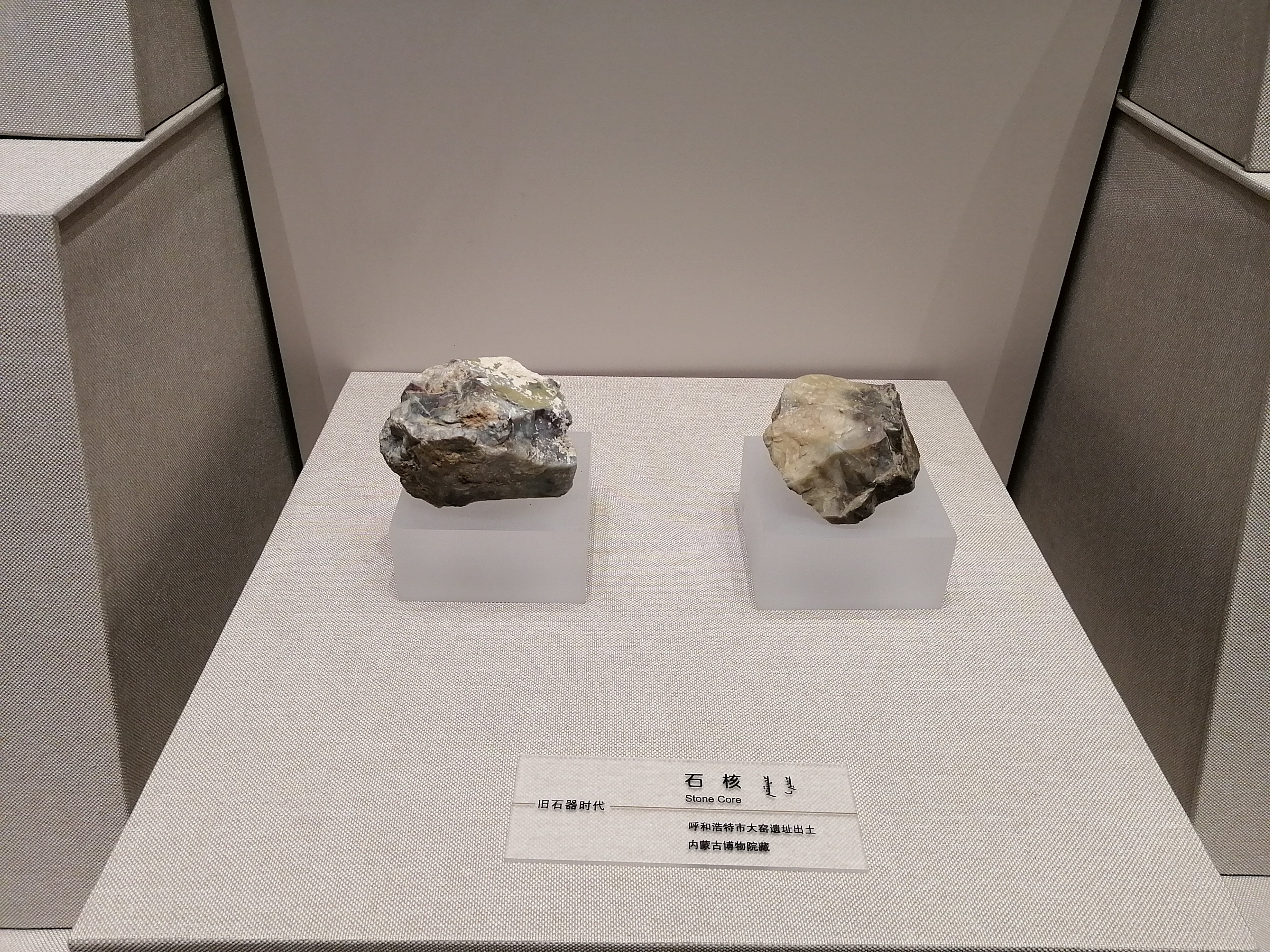
大窑遗址出土石核，内蒙古博物院藏

大窑遗址位于中华人民共和国内蒙古自治区呼和浩特市新城区保合少镇大窑村南山，是一处旧石器时代的石器制造场遗址群，年代为距今50万年至1万年前。发现于1973年，包括二道沟地点、四道沟地点、八道沟地点、11号洞、25号洞、27号洞等，遗址分布面积超过2平方公里。该遗址的文化被命名为“大窑文化”。1988年中华人民共和国国务院公布为全国重点文物保护单位。“大窑怀古”被评为“新呼和浩特八景”之一。
大窑村南山坡有兔儿山、骆驼山和凤凰山3座山，属于阴山山脉中段大青山南面的支脉。山下有溪水，山上有燧石。